# 283141 Dittsche
283141 Dittsche este o planetă minoră (asteroid), cu un diametru de 2,745 km, din centura de asteroizi. A fost descoperită pe 28 decembrie 2008 la Wildberg de Rolf Apitzsch⁠(d). 
Obiectul prezintă o orbită caracterizată de o semiaxă mare de 2,6396939377549 UAi, o excentricitate de 0,1075616997127, o înclinație de 16,631936110848 ° în raport cu ecliptica.